# Pigenia
Pigenia (griechisch Πηγαίνια) ist eine Gemeinde im Bezirk Nikosia in der Republik Zypern. Bei der Volkszählung im Jahr 2021 hatte sie 80 Einwohner.

## Name
Der Name des Dorfes Pigenia lässt sich möglicherweise auf verschiedene Ursprünge zurückführen. Einer volkstümlichen Überlieferung zufolge leitet sich der Name vom griechischen Wort πηγή pigi ab, was „Quelle“ bedeutet, da im Dorfgebiet einst sieben Wasserquellen existierten.
Eine andere Erklärung bezieht sich auf die örtliche Vegetation: Der Name könnte von einem medizinisch und zum Färben genutzten Strauch abgeleitet sein, der in der Region wildwachsend vorkommt und dessen griechischer Name πήανον pianon oder πήγανον piganon ist (wissenschaftlich Peganum harmala).

## Lage und Umgebung

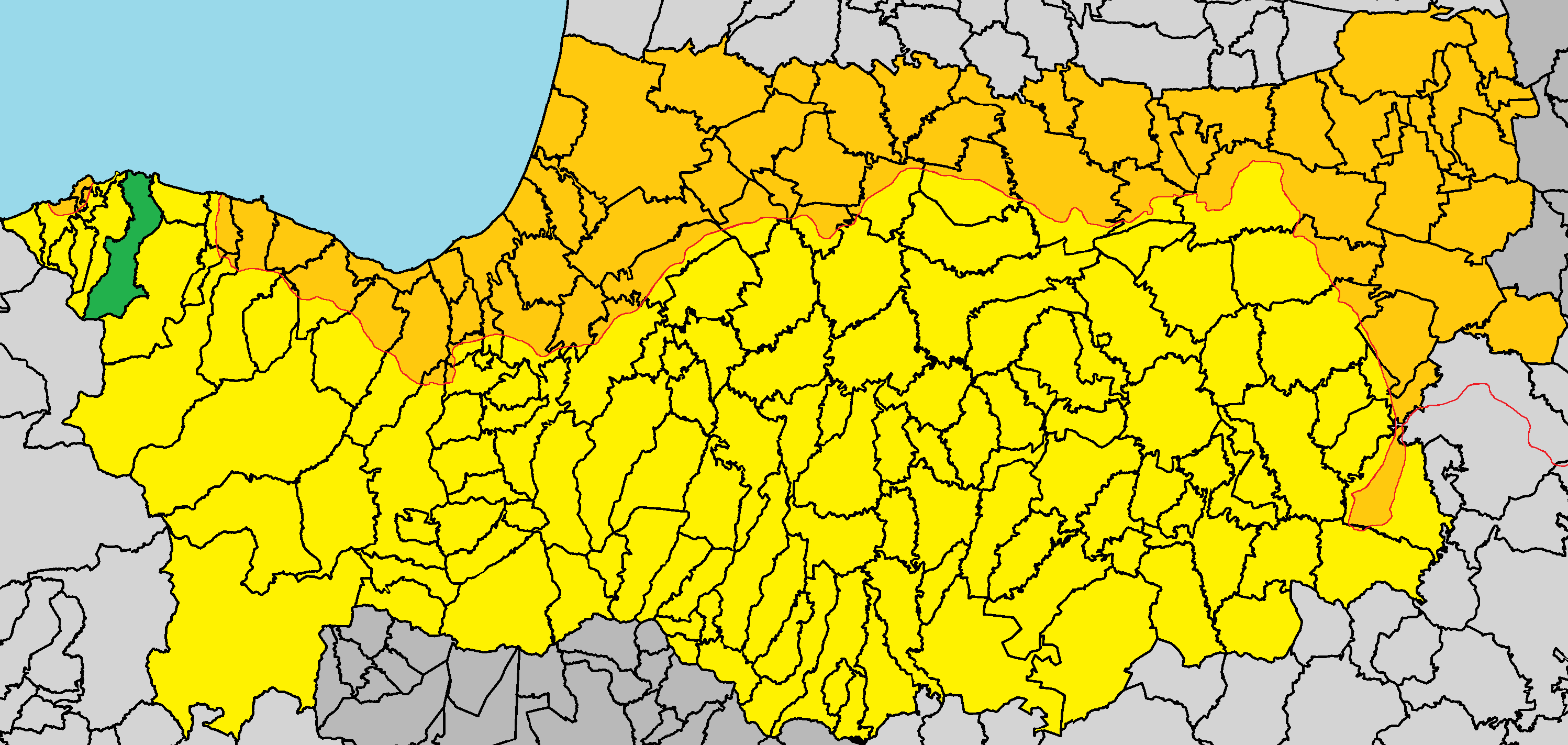
Lage im Bezirk Nikosia

Pigenia liegt auf der Tillyria-Halbinsel im Nordwesten der Mittelmeerinsel Zypern auf einer Höhe von etwa 230 Metern, etwa 85 Kilometer von Nikosia, 140 Kilometer von Limassol, 120 Kilometer von Larnaka und 80 Kilometer von Paphos entfernt. Das 16,5053 Quadratkilometer große Dorf grenzt im Osten an Kato Pyrgos und Pano Pyrgos, im Süden an Livadi und im Westen an Agios Theodoros Tilliria. Das Verwaltungsgebiet liegt im Norden am Mittelmeer. Das Dorf kann über die Straße F742 erreicht werden. Etwas nordöstlich des Dorfes Pigenia liegt das Dorf Chaleri, das zu seinem Verwaltungsgebiet gehört.
Die Landschaft ist größtenteils hügelig bis mittelgebirgig, während der südliche Teil des Gemeindegebiets gebirgig wird. In der Nähe der südlichen Grenze erreicht das Gelände eine Höhe von bis zu 805 Metern am Gipfel Moutti tou Karyakiou. Das Gebiet wird vom Fluss Katuris sowie mehreren kleinen Bächen durchzogen, die aus den weiter südlich gelegenen Bergen entspringen. Ein Teil des Staatswaldes von Paphos fällt ebenfalls in das Verwaltungsgebiet des Dorfes.
Die durchschnittliche jährliche Niederschlagsmenge beträgt etwa 480 Millimeter. In der Umgebung werden vor allem Zitrusfrüchte wie Zitronen, Orangen und Bitterorangen sowie Mandeln angebaut. In geringerem Umfang gibt es auch Olivenbäume, Pfirsichbäume und Futterpflanzen. Der größte Teil der Fläche ist ungenutzt und von natürlicher Vegetation bedeckt – darunter Kiefern, Eukalyptusbäume, Thymian und Buschgewächse wie die Zistrosen. Aus geologischer Sicht wird das Verwaltungsgebiet von Pigenia hauptsächlich von Laven und Diabasen des ophiolithischen Troodos-Komplexes geprägt. Auf diesen Gesteinen haben sich braune Böden und silikatreiche Erden gebildet.

## Geschichte
Pigenia wird in mittelalterlichen Quellen nicht erwähnt, was darauf hindeutet, dass das Dorf vermutlich nach der fränkischen Herrschaft auf Zypern (nach dem 15. Jahrhundert) entstanden ist.
Der britische Kunsthistoriker Rupert Gunnis erwähnte 1936 eine in der Dorfkirche Agios Charalambos aufbewahrte Ikone der Agia Marina aus dem späten 18. Jahrhundert. Diese Ikone wurde bei Dürrezeiten in Prozessionen durch das Dorf getragen, um um Regen zu bitten.
Während der Unruhen zwischen Zyperngriechen und Zyperntürken ab Ende 1963 wurde Pigenia in die Kämpfe um den nahegelegenen türkisch-zyprischen Enklavenbereich Mansoura-Kokkina hineingezogen. Im August 1964 wurde die Region Tylliria von der türkischen Luftwaffe bombardiert. Ein weiterer schwerer Schlag traf das Dorf im Zuge der türkischen Invasion im Jahr 1974 („Operation Attila“), als es erneut Ziel heftiger Angriffe wurde.

### Bevölkerungsentwicklung
Die folgende Tabelle zeigt die Bevölkerung des Dorfes, wie sie in den in Zypern durchgeführten Volkszählungen erfasst wurde.
| Jahr      | 1891 | 1901 | 1911 | 1921 | 1931 | 1946 | 1960 | 1976 | 1982 | 1992 | 2001 | 2011 | 2021 |
| --------- | ---- | ---- | ---- | ---- | ---- | ---- | ---- | ---- | ---- | ---- | ---- | ---- | ---- |
| Einwohner | 255  | 292  | 332  | 308  | 341  | 588  | 604  | 302  | 297  | 195  | 123  | 107  | 80   |

## Kultur und Sehenswürdigkeiten
- Der Strand Omega (griechisch Παραλία Ωμέγα) ist ein etwa ein Kilometer langer Sandstrand, der seinen Namen aufgrund seiner charakteristischen Form erhielt, die an den griechischen Buchstaben Ω erinnert.
- Der Naturlehrpfad Agia Tylliria (griechisch Αγία Τηλλυρία) wurde am 17. Juni 2021 eröffnet und führt durch die Umgebung von Pigenia.
- In der Umgebung sind mehrere historische Brunnenanlagen erhalten, die früher zur Wasserversorgung und als sozialer Treffpunkt dienten, wie die Brunnenanlage Panagia tou Apparou (griechisch Παναγία του Αππάρου) im Gebiet Kanna und die Vrysi tis Panagias (griechisch Βρύση της Παναγίας) zwischen Limniona und Mansoura.[27]
- Die Kirche Agios Charalambos (griechisch Αγίου Χαραλάμπους) ist die Hauptkirche des Dorfes und liegt im Nordosten der Siedlung. Sie wurde vor 1918 an der Stelle eines älteren Bauwerks vollständig neu errichtet. Der einschiffige Bau mit halbkreisförmiger Apsis, vier Querbögen und Zweigiebel-Holzdach ist heute modern restauriert. Ein massives Glockenturmgebäude aus Stahlbeton steht im südöstlichen Teil des Hofes.
- Die Kapelle Agia Marina (griechisch Αγίας Μαρίνας) ist eine kleine Landkirche in bewaldeter Umgebung außerhalb des Dorfkerns. Die Kapelle hat eine dreiseitige Apsis und weist mittelalterliche Bauelemente wie ein schlichtes Gesims aus Sandstein und ein Steinrelief auf.
- Die Kapelle Archangelos Michail (griechisch Αρχαγγέλου Μιχαήλ) liegt nahe der Kapelle Agia Marina und ist dem Erzengel Michael gewidmet.
- Die Kirchenruine der Theotokos (griechisch Θεοτόκος) ist ein einschiffiger Bau aus dem 15./16. Jahrhundert und wurde 2011 archäologisch untersucht. Die Ruine bewahrt Teile von Wandmalereien und ein Türsturzrelief mit eingraviertem Kreuz. Es wurden Funde aus der osmanischen Zeit sowie aus der Spätgotik und Frühneuzeit geborgen.[28]
- Pigenia ist bekannt für die lokale Käsesorte Chalitzia, ein weicher, weißer Käse mit leicht säuerlichem Geschmack und Löchern.[29]